# Саметриев
Саметриев (не ранее 1749 — не позднее 1775, земли Войска Донского, в иностранных источниках Sametriow, Semetriow) — самозванец, лже-преемник царя Петра III (то есть Е. И. Пугачёва, который представлялся спасшимся царём), беглый солдат. Краткая биографическая справка о Саметриеве известна со слов А. В. Суворова в пересказе полковника И. Ф. Антинга, его личного секретаря, которому тот надиктовал вехи своей военной карьеры и собственноручно отредактировал рукопись (1795). По словам Суворова Саметриев обладал и талантом, и смелостью, но не получил возможности реализовать свой потенциал, поскольку ему своевременно был дан укорот и новому очагу восстания в Астраханской губернии вспыхнуть не дали. Кроме того, краткая справка о саметриевском походе на Астрахань и его пленении на Дону содержится в историческом исследовании В. Б. Броневского о Донском казачестве (1834), который так же считает, что для повстанческих действий в 1775 году, когда основные силы восставших были уже разгромлены, требовалась изрядная смелость.

## Биография
В ходе Русско-турецкой войны Саметриев служил сперва рядовым в пехоте, в составе экспедиционного корпуса под начальством Г. Тотлебена в Грузии, дослужился до должности ефрейтора и наконец бежал. После пленения Пугачёва в сентябре 1774 года в бунтовавших губерниях было сосредоточено до 80 тысяч человек правительственных войск, поэтому выступление нового самозванца было весьма неожиданным для императорских военачальников. Из донесений императорским властям весной 1775 года следует, что Саметриев со своими сообщниками (около трёхсот человек), совершал частые разбойные нападения на поселения и торговые экспедиции туркоманов, завладев несколькими купеческими судами с 4 пушками, «в Туркоманской области чинил разные грабежи», «грабил на воде и на суше», и с восточной стороны Каспийского моря приближался к Астрахани. О приближавшемся к Астрахани «преемнике царя» был уве́домлен А. В. Суворов, который в это время направлялся из Оренбурга в Уфу. Суворов распорядился отправить против него два батальона пехоты с пушками и несколько эскадронов конницы (драгун), пехоту с артиллерией на судах вниз по Волге, конницу по суше вдоль волжского берега, о чём известил астраханского губернатора П. Н. Кречетникова.
Тем временем, Саметриев с сообщниками добрался до Чернояра. Узнав о приближении численно превосходящего отряда правительственных войск он не стал двигаться в направлении Астрахани, повернул на Запад и двинулся через астраханскую степь к среднему течению Дона. Сообщники его узнав, что их преследуют, стали покидать ряды, поэтому Саметриев прибыл на Дон с десятком человек. Остановившись на привал в степи, некоторые из них посланы были в ближнюю деревню за хлебом, но по подозрению были там взяты донскими казаками, и показали в 3½ верстах оттуда в поле место, где он укрывался. Там донские казаки взяли его спящего с товарищами и выдали властям. После чего, по всей вероятности, самозванец был казнён. Таким образом, как комментирует этот эпизод В. Б. Броневский, «гидре мятежа была отсечена последняя голова».